# La Télévision, œil de demain
Pour plus de détails, voir Fiche technique et Distribution.
La Télévision, œil de demain est un court métrage d’anticipation français réalisé par J.K. Raymond-Millet, sorti en 1947.

## Synopsis
Inspiré d'un essai de l'écrivain français René Barjavel, ce « reportage d’anticipation » imagine l'évolution de la télévision en format de poche transportable, et la façon dont les humains interagiront avec l'objet. Ce téléfilm de fiction se présente sous la forme d'un reportage.

## Fiche technique
- Titre original : La Télévision, œil de demain
- Titre alternatif : Télévision 1947… et 2000
- Réalisation : J.K. Raymond-Millet
- Scénario : René Barjavel et J.K. Raymond-Millet
- Musique : René Cloërec
- Montage : Yvonne Martin
- Pays d'origine :  France
- Langue : français
- Format : Noir et blanc - 35 mm - Mono
- Genre : anticipation
- Durée : 24 minutes
- Date de sortie : 1947

## Distribution
- Sinoël - Le vieux client enrhumé
- Jean Doat
- Louis Arbessier
- Edmond Ardisson
- Pierre Valde
- Fanny Robiane
- Raymond Pélissier
- Robert Chandeau
- Madeleine Suffel
- Julien Bertheau - Le narrateur
- Juanito Garcia - Un danseur de flamenco
- Miralda - Une danseuse de flamenco
- José Molina - Une danseuse de flamenco
- Jacques Duchemin
- Fernand Cazes
- Claire Muriel
- Noël Blin
- Noëlle Signoret
- Paul Forget

## Réception
Aujourd'hui, des parallèles sont tracés entre l'objet décrit dans le film et les smartphones,,,,.

## Autour du film
Le film est tourné à Paris.